# Acido nalidixico
L'acido nalidixico (o anche acido nalidissico) è un acido carbossilico ed un composto eterociclico. Si tratta di un noto agente antibatterico, capostipite della classe antibiotica dei chinoloni, utilizzato fin dai primi anni '60, in particolare nelle infezioni delle vie urinarie. In Italia è venduto dalla società Geymonat S.p.A. nella forma farmaceutica di compresse contenenti 500 mg di principio attivo. È anche reperibile nella forma di sospensione da 100 ml alla concentrazione del 10%.

## Caratteristiche fisiche e chimiche
A temperatura ambiente si presenta come una polvere cristallina inodore, bianca o lievemente giallognola. È sostanzialmente insolubile in acqua e solo lievemente solubile in alcool o acetone, mentre risulta facilmente solubile nel diclorometano e nelle soluzioni di alcali idrossidi.

## Farmacodinamica
Il composto esercita un'attività di tipo battericida grazie all'inibizione della replicazione del DNA batterico, secondaria al blocco dell'enzima girasi nei batteri. Lo spettro antibatterico dell'antibiotico comprende in particolare i batteri Gram negativi.

## Farmacocinetica
A seguito di somministrazione per via orale l'acido nalidissico viene rapidamente assorbito dal tratto gastroenterico. L'emivita plasmatica si aggira intorno a 1,5 ore. Circa il 90-95% del farmaco si lega alle proteine plasmatiche. 
Nell'organismo il composto viene metabolizzato mediante idrossilazione ad acido 7-idrossimetilnalidixico e successivamente ossidato ad acido 7-carbossinalidissico. 
L'eliminazione dall'organismo avviene in gran parte (circa l'80% della dose somministrata) grazie all'emuntorio renale entro 8 ore dalla somministrazione. Il composto è eliminato sia in forma immodificata sia sotto forma di metaboliti attivi e glucoronidi inattivi. Solo una percentuale minima (il 4% circa) viene eliminata con le feci.

## Tossicologia
Studi sperimentali eseguiti sugli animali, particolarmente nel topo, hanno messo in evidenza una DL50 pari a 3300 mg/kg peso corporeo, quando assunto per os; 500 mg/kg per via sottocutanea e 176 mg/kg per via endovenosa. Alle dosi usuali il composto sembra essere sprovvisto di effetti tossici, teratogeni e sulla fertilità.

## Usi clinici
Per la sua caratteristica di concentrarsi velocemente nelle urine mantenendo una bassa concentrazione plasmatica, trova indicazione nella terapia delle infezioni delle vie urinarie sostenute da batteri Gram negativi (Enterobacter sp. , Escherichia coli, Klebsiella sp. , Morganella morganii, Proteus mirabilis, Proteus vulgaris, Providencia rettgeri Salmonella sp. Shigella).

## Effetti collaterali e indesiderati
Nel corso del trattamento con acido nalidixico sono stati segnalati effetti avversi di natura gastrointestinale (dispepsia, nausea, vomito, dolore addominale, diarrea) e a carico del sistema nervoso centrale (SNC), in particolare tendenza all'assopimento, cefalea, debolezza, vertigini, eccitazione psicomotoria, allucinazioni, diversi disturbi di tipo visivo (alterata percezione dei colori e della sensibilità alle luci, difficoltà di accomodamento, diminuzione dell'acuità visiva e diplopia).
Sono possibili anche reazioni allergiche (esantema e rash cutaneo, prurito, orticaria, edema angioneurotico, di fotosensibilità e più raramente gravi reazioni anafilattiche. In una minoranza di pazienti sono state riportate gravi alterazioni dell'emopoiesi (anemia emolitica, leucopenia, piastrinopenia) e epatite acuta ad impronta colestatica.

In età pediatrica, segnatamente nei lattanti e nei bambini più piccoli, è stato segnalato occasionalmente un incremento della pressione endocranica, talvolta evidenziabile per una sporgenza della fontanella anteriore, la cefalea e la presenza di edema papillare.

## Controindicazioni
Il composto è controindicato nei soggetti con ipersensibilità nota al principio attivo, a molecole chimicamente correlate oppure a ogni eccipiente presente nella formulazione e in soggetti affetti da carenza di G6PD (favismo). È inoltre controindicato nei pazienti con una storia personale di attacchi convulsivi.

## Gravidanza e allattamento
L'acido nalidixico può essere somministrato alle donne in stato di gravidanza solo in caso di effettiva necessità e quando il medico ritenga che i benefici attesi dal trattamento siano decisamente superiori ai rischi potenziali. La American Academy of Pediatrics ha sottolineato come l'acido nalidissico sia normalmente compatibile con l'allatamento al seno. Tuttavia va ricordato che in letteratura medica è stato segnalato un caso di anemia emolitica in un infante la cui madre assumeva il farmaco.

## Sovradosaggio
In caso di sovradosaggio il paziente manifesta cefalea, disturbi visivi, alterazioni dell'equilibrio, confusione mentale, acidosi metabolica e convulsioni. 
Il trattamento prevede l'esecuzione del lavaggio gastrico, specie se il farmaco è stato assunto da poche ore, e un'adeguata idratazione (per via endovenosa tramite fleboclisi).